# Erich Maria Remarque
Erich Maria Remarque, właśc. Erich Paul Remark (ur. 22 czerwca 1898 w Osnabrück, zm. 25 września 1970 w Locarno) – niemiecki pisarz, dramaturg, dziennikarz, weteran I wojny światowej. Do jego najwybitniejszych dzieł należą powieści Na Zachodzie bez zmian (1929) i Łuk triumfalny (1945).

## Życie i twórczość
Urodził się jako Erich Paul Remark w Osnabrück, jego rodzicami byli Peter Franz Remark i Anna Maria Stallknecht. Od listopada 1922 używał drugiego imienia Maria, a od 1924 nazwiska Remarque. Francuską pisownię swojego nazwiska mógł tłumaczyć francuskimi przodkami, którzy z powodu analfabetyzmu nie umieli poprawnie zapisać swojego nazwiska. Edukację zaczął jako sześciolatek w przykościelnej szkole, po pięciu latach nauki przeniósł się do Johannisschule. Zawsze był jednym z najlepszych uczniów. Kontynuował naukę na Uniwersytecie w Münster. Swoją karierę pisarską rozpoczął w wieku 16 lat; pisał eseje, wiersze i zaczął pisać swoją pierwszą powieść, którą ukończył i wydał w 1920 roku jako Dom marzeń (Die Traumbude). Nie zyskała jednak uznania współczesnych.
W wieku 18 lat został wysłany jako żołnierz na front podczas I wojny światowej. Walczył na froncie zachodnim we Flandrii w Belgii. 12 czerwca 1917 został wysłany na pierwszą linię. 31 lipca 1917 roku w pierwszym dniu bitwy pod Passchendaele odniósł pięć ran (w szyję, nogę oraz prawe ramię). W szpitalu spędził 15 miesięcy i nigdy już nie wrócił na front.
Po wojnie przez dwa lata był wiejskim nauczycielem, a potem z powodów finansowych pracował jako: domokrążca, korespondent, organista, dziennikarz. Jako dziennikarz był redaktorem gazety „Osnabrücker Tageblatt” (od 1921), następnie „Werkszeitung” (1922), „Sport und Bild” (1925).
14 października 1925 poślubił Juttę Ilsę Zambonę, z którą się rozwiódł w 1930 r., a następnie znowu poślubił w 1938, by ułatwić jej wyjazd z Niemiec i uchronić ją przed prześladowaniami ze strony nazistów.
W 1927 r., w ciągu zaledwie sześciu tygodni napisał swoją najsłynniejszą powieść Na Zachodzie bez zmian (niem. Im Westen nichts Neues), w której opisał niesamowitą brutalność wojny z punktu widzenia dziewiętnastoletniego żołnierza, będącego przedstawicielem straconego pokolenia. Powieść została wydana dopiero w styczniu 1929. Początkowo Na Zachodzie bez zmian ukazało się jako powieść w odcinkach w gazecie. Powieść została przetłumaczona na ponad 20 języków. W późniejszych latach napisał kilka podobnych dzieł; prostym językiem realistycznie opisywały one wojnę i czasy powojenne.
29 kwietnia 1930 r. w Stanach Zjednoczonych miała premierę filmowa adaptacja powieści Na Zachodzie bez zmian, wyreżyserowana przez Lewisa Milestone’a. 4 grudnia film ten miał premierę w Niemczech, lecz już tydzień później, na skutek protestów środowisk nazistowskich z Josephem Goebbelsem na czele, został wycofany z dystrybucji przez Film-Oberprüfstelle – niemiecki komitet cenzury kinematograficznej. W następnym roku pisarz, po fiasku protestu przeciwko zakazowi dystrybucji filmu w Niemczech, zakupił dom „Casa Monte Tabor” w Porto Ronco i przeniósł się do Szwajcarii. W tym samym 1931 r. Remarque został zgłoszony, wraz z Nicholasem Butlerem, jako kandydat do Pokojowej Nagrody Nobla.

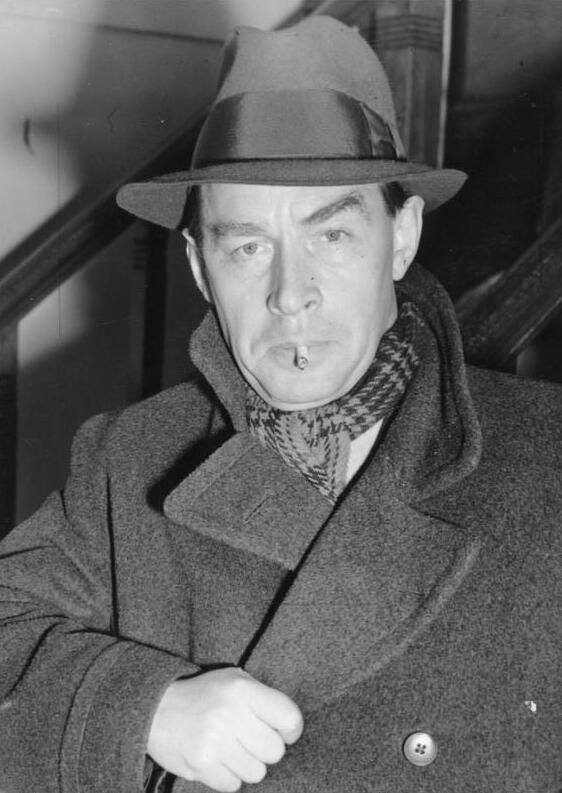
Remarque w 1939

W 1933 roku władze niemieckie z rozkazu Josepha Goebbelsa, ówczesnego ministra propagandy, zabroniły wydawania dzieł Remarque’a i publicznie nakazały spalenie jego książki. Ówczesna niemiecka propaganda zaczęła rozpowszechniać nieprawdziwe informacje jakoby Remarque był potomkiem francuskich Żydów, a jego prawdziwe nazwisko brzmiało: „Kramer” (sugerując, że Remarque to pseudonim, który powstał przez odwrócenie kolejności liter w nazwisku Kramer). Twierdzili też fałszywie, że Remarque nie służył aktywnie podczas wojny.
W 1943 roku władze niemieckie aresztowały jego siostrę, Elfriede Scholz i skazały na śmierć przez zgilotynowanie. Wyrok wykonano 16 grudnia 1943.
Jego następna powieść Trzej towarzysze (Drei Kameraden) opisywała lata od hiperinflacji w 1923 r. do końca istnienia Republiki Weimarskiej, czyli do 1933 r. Jednym z jego wydanych po wojnie bestsellerów był Łuk triumfalny (Arch of Triumph), opisujący zmagania i ucieczkę Ravica – głównego bohatera przed wojną we Francji. W 1945 roku wydał ją w języku angielskim i w następnym roku w języku niemieckim. Książkę zakupiono na całym świecie w liczbie blisko pięciu milionów egzemplarzy.

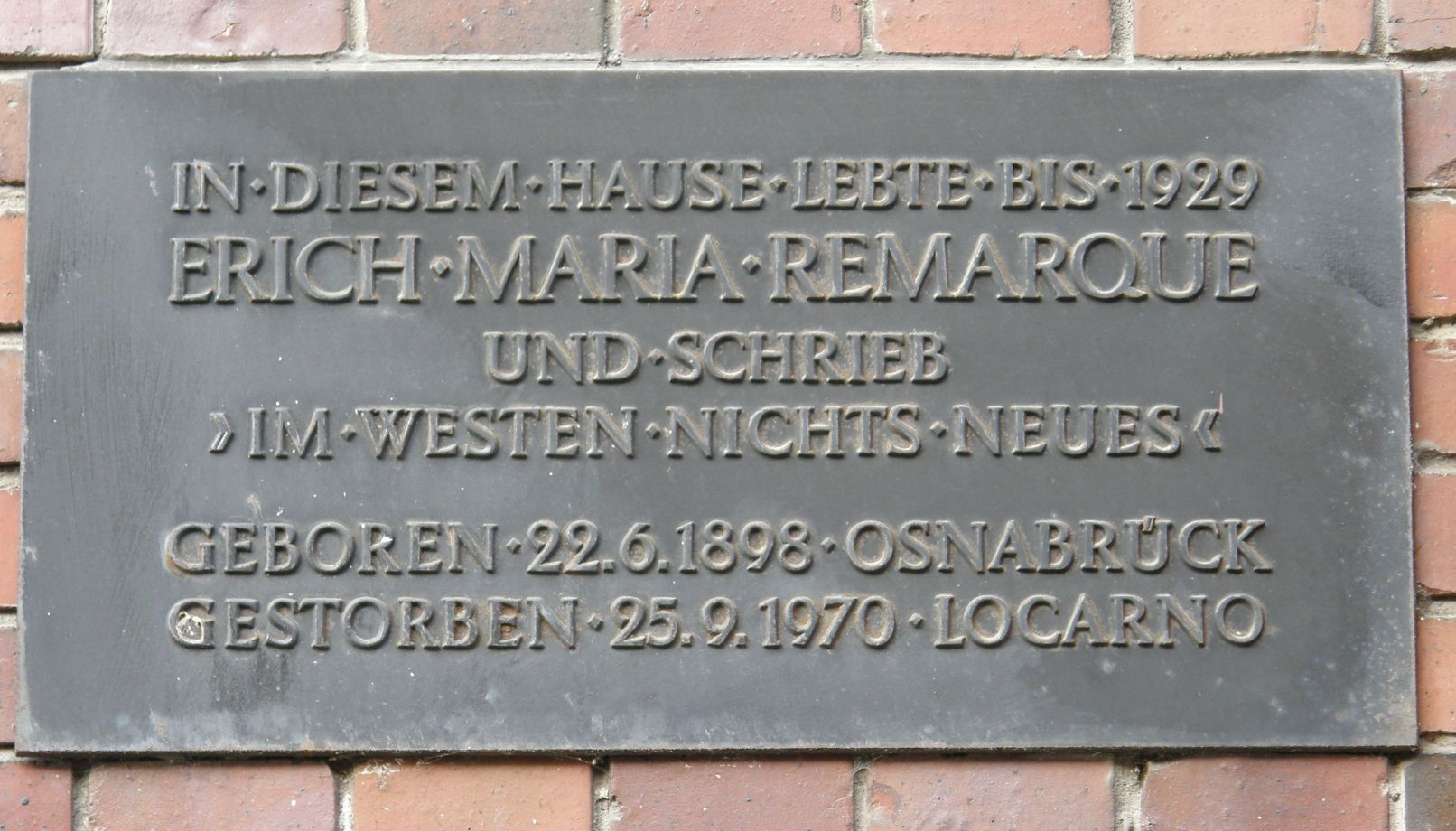
Tablica pamiątkowa na Wittelsbacherstraße 5 w Berlinie, odsłonięta 22 czerwca 1972

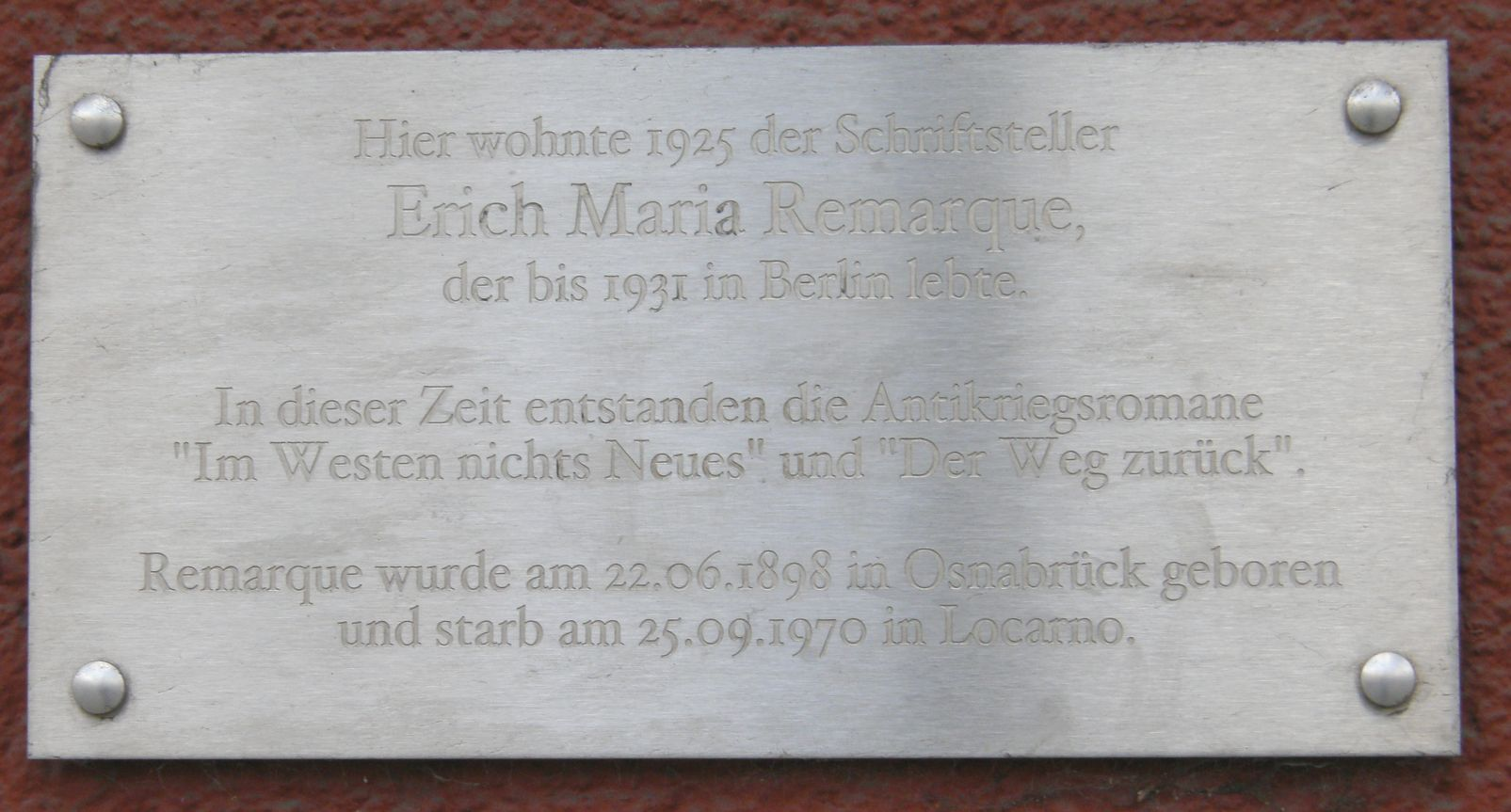
Tablica pamiątkowa na Kaiserdamm w Berlinie

W 1939 roku (pozbawiony w 1938 roku niemieckiego obywatelstwa) E. M. Remarque na pokładzie transatlantyku „Queen Mary” wyemigrował do USA i został obywatelem Stanów Zjednoczonych. W 1948 roku wrócił do Szwajcarii. Tam, po prawie 7-letniej przerwie, napisał Iskrę życia (Der Funke Leben), która została wydana zarówno w języku angielskim, jak i niemieckim w 1952 roku. W tym czasie pisał również powieść Czas życia i czas śmierci (Zeit zu leben und Zeit zu sterben), którą wydał w 1954 roku. W 1955 roku stworzył scenariusz do austriackiego filmu Ostatni akt przedstawiającego ostatnie dni Hitlera w bunkrze pod Kancelarią Rzeszy w Berlinie, na podstawie książki Dziesięć dni do śmierci Michaela Musmanno. W 1956 roku napisał dramat teatralny Pełne koło, który z powodzeniem przedstawiono w Niemczech i na Broadwayu.
W 1958 roku Douglas Sirk wyreżyserował filmową adaptację jego powieści Czas życia i czas śmierci, w której Remarque zagrał rolę profesora. W tym samym roku ożenił się z hollywoodzką aktorką Paulette Goddard.
Jego powieść Nim nadejdzie lato napisana w 1961 roku została zekranizowana przez Sydneya Pollacka w 1977 roku jako Bobby Deerfield. W rolę Bobby’ego wcielił się Al Pacino. W 1962 roku wydał książkę Noc w Lizbonie, która była jego przedostatnią powieścią. Sprzedano ją w około 900 tysiącach sztuk w Niemczech i została bestsellerem za granicą.
Zmarł 25 września 1970 roku w Locarno. Został pochowany na cmentarzu w Porto Ronco w kantonie Ticino.

## Publikacje

### Powieści
- (1920) Dom marzeń (Die Traumbude)
- (1924) Gam(inne języki) (Wydana w 1998 roku)
- (1928) Przystanek na horyzoncie(inne języki) (Station am Horizont)
- (1929) Na Zachodzie bez zmian ( Im Westen nichts Neues) (wyd. polskie 1930)
- (1931) Droga powrotna(inne języki) (Der Weg zurück) (wyd. polskie 1931)
- (1936) Trzej towarzysze (Drei Kameraden) (wyd. polskie 1939, Wydawnictwo "Rój")
- (1939) Kochaj bliźniego (Liebe deinen Nächsten) (wyd. polskie 1959)
- (1945) Łuk triumfalny (Arc de Triomphe)(wyd. polskie 1947)
- (1952) Iskra życia (Der Funke Leben)
- (1954) Czas życia i czas śmierci (Zeit zu leben und Zeit zu sterben) (wyd. polskie 1956)
- (1956) Czarny obelisk (Der schwarze Obelisk) (wyd. polskie 1958)
- (1961) Nim nadejdzie lato (Der Himmel kennt keine Günstlinge)
- (1961/62) Noc w Lizbonie – (Die Nacht von Lissabon) (wyd. polskie 1964)
- (1970) Na ziemi obiecanej – (Das gelobte Land) (wyd. polskie 1964)
- (1971) Cienie w raju (Schatten im Paradies) (wyd. polskie 1974)

### Opowiadania
- (1931) Wróg(inne języki) (Der Feind)
- (1998) Hymn na cześć koktajlu (Kurzprosa und Gedichte)

### Korespondencja
- (2001) Powiedz, że mnie kochasz: Listy Remarque'a do Marleny Dietrich (Sag mir, daß Du mich liebst...)